# American Cheese Society
Die American Cheese Society (ACS) ist ein 1983 gegründeter Branchenverband der US-amerikanischen Käsewirtschaft. 

## Geschichte
Die American Cheese Society wurde 1983 von dem US-amerikanischen Ernährungswissenschaftler Frank Kosikowski gegründet, einem Professor der Cornell University. Kosikowski ist Autor mehrerer Fachbücher und zahlreicher weiterer Veröffentlichungen über Käse. Kosikowski hatte das Ziel, eine Graswurzelbewegung zu gründen, die neben den mit traditionellen Methoden arbeitenden kleinen Käsereien Käsehändler, Wissenschaftler, Journalisten und an Käse interessierte Laien zusammenbringen sollte. Während der ersten Jahre erlebten die ehrenamtlich tätigen Mitarbeiter nur ein langsames Wachstum der Organisation und litten unter einem Mangel an Ressourcen. Das war vorrangig die Folge eines an Qualitätskäse desinteressierten Marktes. In den 1980er und 1990er Jahren war der Markt auf Convenience Food ausgerichtet, und unter amerikanischem Käse wurden einzeln verpackte Schmelzkäsescheiben verstanden.
Im Jahr 2000 erzielte die American Cheese Society gemeinsam mit anderen Organisationen einen Erfolg, indem es ihnen gelang, den zunehmenden Druck der Gesetzgeber auf die Käseproduzenten abzuwehren. Seinerzeit gab es Bestrebungen, die Verarbeitung von Rohmilch und natürliche Produktionsverfahren im Interesse der Lebensmittelsicherheit einzuschränken oder zu verbieten. In den folgenden Jahren erlebte die traditionelle Fertigung von Käse in den USA einen starken Aufschwung, in Bezug auf die Zahl der Käsereien, der produzierten Menge, und der Qualität der Käse. Davon profitierte auch die American Cheese Society. Ihre Mitgliederzahl ist mittlerweile auf etwa 1800 gestiegen.
Im 21. Jahrhundert ist die American Cheese Society die führende Lobbyorganisation der US-amerikanischen Käsewirtschaft. Darüber hinaus bietet sie ihren Mitgliedern eine Vielzahl von Möglichkeiten zur Weiterbildung und fördert den fachlichen Austausch zwischen ihren Mitgliedern. Eine Tochterorganisation zur Durchführung von Bildungsprogrammen ist eine gemeinnützige Organisation gem. United States Internal Revenue Code (26 U.S.C. § 501(c)). Schließlich wirbt die American Cheese Society in der Bevölkerung für US-amerikanischen Käse.
Seit 1985 richtet die American Cheese Society alljährlich einen Wettbewerb aus. Bereits im ersten Jahr wurden von 30 Käseherstellern 89 Käse eingereicht. Im Jahr 2000 waren es 367 Käse, 2007 1201 Stück, und 2015 wurden 1799 Käse von 267 Produzenten eingereicht.